# Front Line Defenders
Front Line Defenders, o The International Foundation for the Protection of Human Rights Defenders, è un'organizzazione non governativa non a scopo di lucro fondata nel 2001 allo scopo di tutelare i diritti umani nel mondo.
Ha sede a Blackrock, in Irlanda.
L'organizzazione è stata fondata da Mary Lawlor, ex direttrice della sezione irlandese di Amnesty International, grazie ad una donazione di US $3 milioni dal businessman e filantropo Denis O'Brien. Front Line Defenders ha Status Consultativo Speciale presso il Consiglio Sociale ed Economico delle Nazioni Unite, e ha status di Osservatore presso la Commissione Africana per i Diritti Umani e dei Popoli. Nel 2006, Front Line Defenders ha aperto un ufficio per le relazioni con l'Unione Europea a Bruxelles. Front Line Defenders ha ricevuto il King Baudouin International Development Prize nel 2007. Il 3 luglio 2014 Mary Lawlor ha ricevuto l'Ordine di Cavaliere della Legion d'onore dall'Ambasciatore francese in Irlanda, Jean-Pierre Thebault, a nome del governo francese.

## Scopi
Front Line Defenders è stata stabilita con lo scopo specifico di proteggere i difensori dei diritti umani a rischio, ossia le persone che lavorano non violentemente per uno o più dei diritti riconosciuti dalla Dichiarazione universale dei diritti umani. Front Line Defenders intende affrontare la protezione dei bisogni identificati dai difensori stessi, per permettere loro, come agenti di cambiamento sociale, di continuare il proprio lavoro senza rischio di molestie, intimidazioni o arresto.

## Premi
Dal 2005 l'organizzazione assegna su base annuale il Front Line Defenders Award for Human Rights Defenders at Risk, per premiare un'associazione o una persona "che attraverso mezzi non violenti abbia coraggiosamente dato un contributo eccezionale alla promozione e protezione dei diritti umani degli altri, spesso con grande rischio personale per se stesso."
- 2005: Mudawi Ibrahim Adam,  Sudan
- 2006: Ahmadjan Madmarov,  Uzbekistan
- 2007: Gégé Katana,  RD del Congo
- 2008: Anwar al-Bunni,  Siria
- 2009: Yuri Melini,  Guatemala
- 2010: Soraya Rahim Sobhrang,  Afghanistan
- 2011: Joint Mobile Group,  Russia
- 2012: Razan Ghazzawi,  Siria
- 2013: Biram Dah Abeid,  Mauritania
- 2014: SAWERA,  Pakistan
- 2015: Guo Feixiong,  Cina
- 2016: Ana Mirian Romero,  Honduras
- 2017: Emil Kurbedinov,  Crimea
- 2018: Nurcan Baysal,  Turchia